# Autoajuda

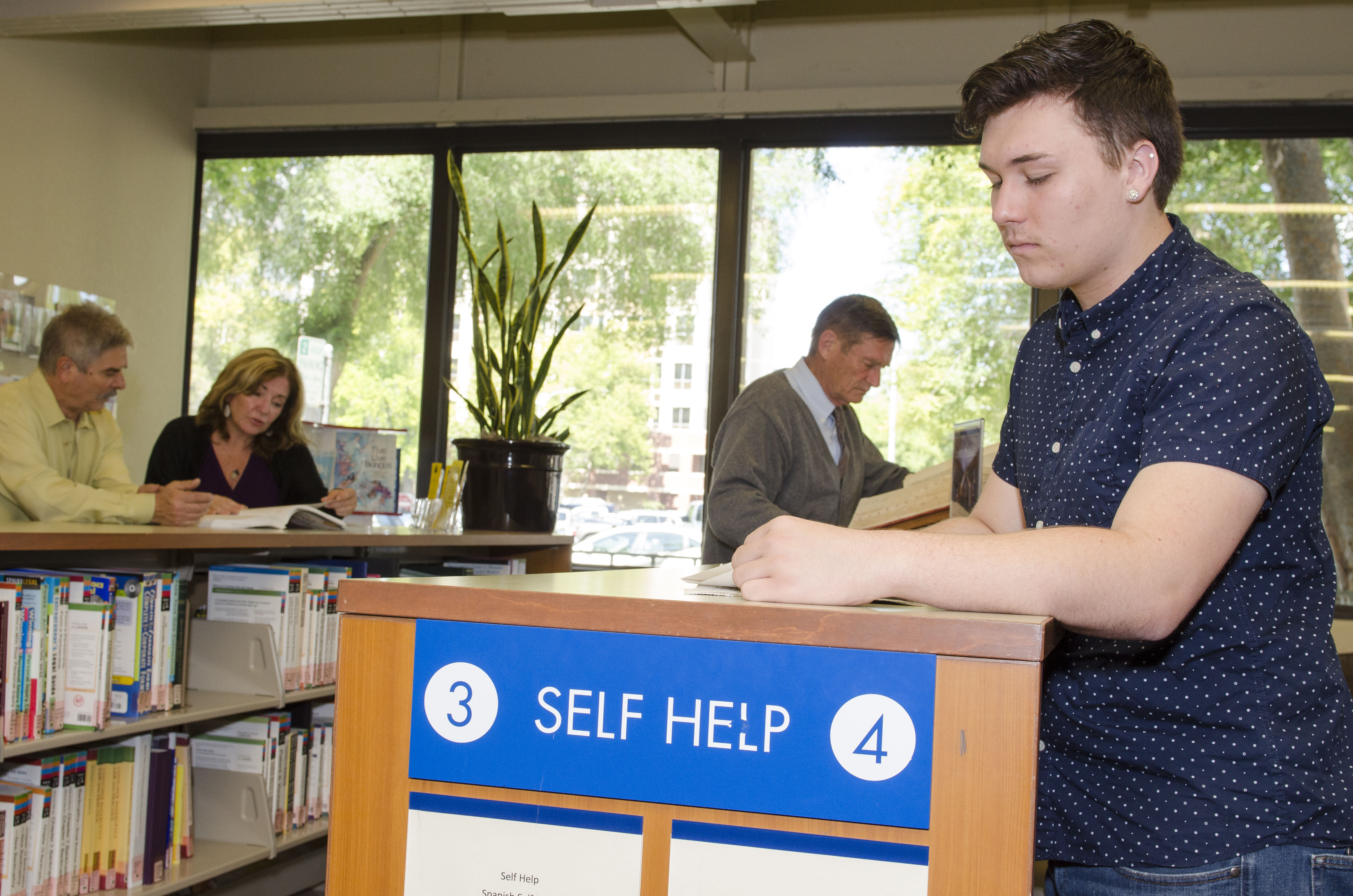
Secció de llibres d'autoajuda en una biblioteca de Califòrnia.

Autoajuda és un terme que es pot referir a un individu o a un grup que cerca millorar des del punt de vista econòmic, espiritual, emocional o intel·lectual sense ajuda externa. En el camp editorial, els llibres d'autoajuda constitueixen un sector en expansió.
L'autoajuda és un dels principis bàsics del cooperativisme.

## Història
El primer llibre d'autoajuda va ser publicat l'any 1859 i titulat precisament "autoajuda" (self-help) i va ser escrit per Samuel Smiles (1812-1904). Començava el llibre amb la frase: "El cel ajuda a aquells que s'ajuden a ells mateixos", que és una variació del Déu ajuda aquells que s'ajuden a ells mateixos, una màxima que se cita sovint al Poor Richard's Almanac de Benjamin Franklin.

## Crítica
La principal crítica es resumeix en la frase sobre que els llibres d'autoajuda es caracteritzen per oferir respostes fàcils per a problemes personals complicats.
Wendy Kaminer, en el seu llibre I'm Dysfunctional, You're Dysfunctional ("Jo sóc deficient i vostè és deficient"), critica el moviment d'autoajuda per encoratjar les persones a centrar-se en el desenvolupament personal en lloc d'unir-se a moviments socials per tal de resoldre els seus problemes.
D'altra banda i segons APA Dictionary of Psychology hi ha beneficis potencials en l'autoajuda com són proporcionar suport emocional, el coneixement experimental i d'altres.